# Rumi Yonezawa
Rumi Yonezawa (米沢瑠美, Yonezawa Rumi, née le 6 juin 1991 à Saitama, au Japon) est une chanteuse et idole japonaise, membre du groupe de J-pop AKB48 (team K). Elle débute en 2007 avec la team B, et rejoint la team K en 2010. Elle doit démissionner du groupe début 2012 à la suite de la révélation dans les médias d'une liaison sentimentale, interdite par principe par respect pour les fans.